# Plectropygus
Plectropygus is een kevergeslacht uit de familie van de boktorren (Cerambycidae). De wetenschappelijke naam van het geslacht werd voor het eerst geldig gepubliceerd in 1898 door Gahan.

## Soorten
Plectropygus is monotypisch en omvat slechts de volgende soort:
- Plectropygus mucoreus Gahan, 1898